# Marcelinho Paraíba
Marcelo dos Santos, ismertebb nevén Marcelinho Paraíba (Campina Grande, 1975. május 17. –) brazil válogatott labdarúgó.

## Pályafutása

### Klubcsapatokban
A Paraíba állambeli Campina Grandeban született Marcelinho Paraiba karrierjét Campinense csapatában kezdte, ahol kétszer nyert állami bajnokságot. 1994 és 1995 között a Santos játékosa volt, majd a São Paulo csapatával nyert kétszer is állami bajnoki címet. 2000-ben szerződött Európába, a francia Olympique de Marseille együtteséhez, azonban rövid idő elteltével visszatért hazájába, a Grêmióhoz. Állami bajnokságot és Brazil Kupát nyert 2001-ben a csapattal, a kupadöntőben gólt is szerzett. Az év nyarán ötéves szerződést írt alá az érte 7,5 millió eurót fizető Hertha BSC-hez. A berlini klub színeiben 155 mérkőzésen 65 gólt szerzett a német élvonalban, két Ligakupa-győzelmet is elért a csapattal, amelyben a szurkolók egyik kedvenc játékosa volt. A Kicker magazin kétszer is az év csapatába választotta. 2006-ban, miután szerződése lejárt, három évre aláírt a török Trabzonsporhoz, de szerződését nem töltötte ki. 2007 és 2008 között a VfL Wolfsburg színeiben 51 bajnokin tizenkét alkalommal volt eredményes a német élvonalban. 2008 augusztusában távozott a csapattól és a Flamengóban folytatta pályafutását. 2009 márciusában a Coritiba játékosa lett, miután a Flamengóval felbontotta szerződését. Miután a Coritiba kiesett a brazil élvonalból, Marcelinho újra a São Paulo játékosa lett. 2010. augusztus 9-én a csapat kölcsönadta a Recifének, majd a klub végleg megvásárolta a játékjogát. Marcelinho pályafutása során megfordult még a  Boa Esporte, Fortaleza, Internacional de Lages, Joinville, Oeste, Ypiranga de Erechim Treze ls Portuguesa együtteseiben is, több, mint húsz klubcsapatban játszott, egészen 44 éves koráig volt aktív labdarúgó.
Utolsó hivatalos mérkőzésén 2020. március 15-én lépett pályára, majd úgy nyilatkozott, hogy a jövőben az AD Perilima edzőjeként fog dolgozni.
Pályafutása során játékán kívül többször is magánéleti botrányaival hívta fel magára a figyelmet. 2012 januárjában nemi erőszakkal vádolták meg, 2018 májusában pedig tartásdíj fizetésének elmulasztása miatt 30 napos letöltendő börtönbüntetésre ítélték hazájában.

### A válogatottban
A brazil válogatottban 2001-ben öt alkalommal lépett pályára, a nemzeti csapatban egy gólt szerzett.

## Sikerei, díjai
Campinense
- Paraíba állami bajnokság győztese: 1991, 1993

São Paulo
- Paulista állami bajnokság győztese: 1998, 2000

Grêmio
- Gaúcho állami bajnokság győztese: 2001
- Brazil Kupa-győztes: 2001

Hertha BSC
- Német Ligakupa-győztes: 2001, 2002

Boa Esporte
- Taça Minas Gerais: 2012[9]

Egyéni elismerés
- A Kicker szavazásán a Bundesliga év csapatának tagja: 2002–03, 2004–05[10][11]

## További információ
- Marcelinho a fussballdaten.de oldalán (németül)
- Marcelinho Paraíba adatlapja a National-Football-Teams.com oldalon (angolul)

- Marcelinho Paraíba adatlapja a Soccerway oldalon (angolul)